# 諏訪神社 (北上市)
諏訪神社（すわじんじゃ）とは、岩手県北上市にある神社。
地名を冠して北上諏訪神社（きたかみすわじんじゃ）と呼ばれたり、地元ではお諏訪さん（おすわさん）と呼ばれたりもする。

## 概要
北上市役所とJR北上駅の狭間にある市内の中心的な神社である。
大同2年（807年）、桓武天皇の勅命で坂上田村麻呂将軍が東夷征定の時、当地方の開発と産業の発展を祈願し、信濃の諏訪大社から勧請されたのが創建とされ、その後時代とともに五柱の神が合祀された。
その後、慈覚大師（円仁）が諸堂を建立し、冷泉天皇の勅命で源頼義が安倍頼時を征定する際に祈願をし、報賽によって社殿を修築した。
諏訪神社は元来、元宮の地（市内幸町）に鎮座していたが、八代盛岡藩主・南部利視の崇敬が篤く、享保19年（1734年）に現在地に社領を賜った。
神仏混淆の時代には諏訪山護国寺と云い、一寺一社の社格だった。また、諏訪宮・お諏訪さんと称えられて各町村民の信仰が篤かった。
明治維新後は、社名を諏訪神社と称し、北上市・和賀郡一円の総鎮守・氏神として旧社格郷社に列せられた。

## 境内
- 本殿・幣殿・拝殿
- 社務所
- 参集殿
- 手水舎
- 御神木・サワラ（ひの木科）
- 神門
- 鳥居
- 石灯籠・狛犬

石碑
- 松尾芭蕉句碑「初時雨 猿も小蓑を ほしげ也 (はつしぐれ さるもこみのを ほしげなり)」 --- 不動尊左脇。黒沢尻地方の俳人グループ玄皐連（げんこうれん）が天明元年（1781年）10月12日建立。
- 本殿修造・拝殿造営記念碑 --- 昭和3年（1928年）に御大典（昭和天皇即位）記念として、本殿修造・拝殿造営をした際の寄付者記録。
- 行茶記念碑 --- 昭和51年（1976年）6月の皇風煎茶みちのく全国大会を記念して平成元年（1989年）5月に建立。
- 茶碗塚 --- 北上市茶道協会が10周年を記念して平成元年（1989年）建立。
- 扇塚 --- 北上民舞踊協会が、平成3年（1991年）に建立。
- 絆碑 --- 北上西ロータリークラブと台北西ロータリークラブが、東日本大震災復興祈願で平成26年（2014年）建立。

### 境内社
- 稲荷神社（祭神・倉稲魂神、本社・伏見稲荷神社）
- 金勢社（祭神・猿田彦大神、本社・巻堀神社）
- 八坂神社・金比羅神社（祭神・素戔嗚命/大物主神、本社・八坂神社/金刀比羅宮）
- 秋葉神社（祭神・迦具土神、本社・秋葉山本宮秋葉神社）
- 不動尊

境外社（黒沢尻北公園内）
- 大黒神社（祭神・大国主命、諏訪神社例大祭時の御旅所）
- 大和神社（祭神・日清日露戦役・日中戦争及び太平洋戦争における北上・東和・湯田・沢内各市町村戦没者2174柱）
  - 八甲田行軍遭難者慰霊碑

## 祭事
- 1月1日 - 歳旦祭
- 1月15日 - 焼納祭（どんと祭）午前5時祭儀
- 2月3日 - 節分祭
- 2月11日 - 紀元祭
- 2月17日 - 祈年祭
- 3月25日 - 秋葉神社例祭
- 4月第4日曜日 - 火防祭神幸祭（町内の山車は前日より巡行）
- 4月29日 - 御旅舎鎮座 大和神社前夜祭
- 4月30日 - 大和神社例祭
- 6月30日 - 水無月大祓式
- 7月9日 - 金比羅神社宵宮祭
- 7月14日 - 八坂神社宵宮祭（きゅうり天王さん）
- 7月16日 - 金勢社宵宮祭
- 7月17日 - 秋葉神社宵宮祭
- 7月18日 - 稲荷神社宵宮祭
- 7月27日 - 不動尊宵宮祭
- 9月6日 - 例祭 前夜祭
- 9月7日 - 例祭 神幸の儀（御旅舎着輿）奉納大演芸会
- 9月8日 - 講社祭（崇敬奉賛会大祭）奉納大演芸会
- 9月9日 - 還幸の儀（御旅舎から御本社着輿）
- 11月23日 - 新嘗祭（新穀感謝祭）
- 11月下旬 - 神宮大麻・お年神様頒布始祭
- 12月27日 - 師走大祓式・年越祭
- 12月31日 - 除夜祭

---
- 毎月1日 - 一日詣
- 毎月7日 - 月次祭

## アクセス
- JR東日本北上駅より徒歩9分[4]。